# Loënga
Loënga (Fries: Loaiïngea) is een dorp in de gemeente Súdwest-Fryslân, in de Nederlandse provincie Friesland. Loënga ligt tussen Sneek en Scharnegoutum, in de streek Lege Geaen. De plaats is in twee stukken opgedeeld, aan weerszijden van de Sneker wijk Harinxmaland. Aan de oostelijke kant is de bebouwing geconcentreerd rond de klokkenstoel en aan de westelijke kant ligt de bebouwing verspreid langs de Ivige Leane. Aan de Dominee S. Huysmansleane zit een camping met een haven aan de Loëngaastervaart.
Het dorpsgebied is vrij smal geworden, sinds er grondgebied is overgaan naar de stad Sneek. In 2023 telde het dorp 195 inwoners volgens het CBS terwijl het in 2017 nog 95 inwoners was en in 2014 55. Het CBS rekent echter nog met de oude grenzen, waardoor een deel van de wijk Harinxmaland mee wordt geteld. 

## Geschiedenis
Het dorp is ontstaan op een terp. Het maakt deel uit van de Sneker Vijfga, samen met de dorpen Gauw, Goënga, Offingawier en Scharnegoutum.
In 1335 werd de plaats vermeld in in Loinghum, in 1482 als Loyngum, in 1483 als toe Lyouns, in 1505 als Loynghum en in 1718 als Loijnga. De oorspronkelijk plaatsnaam verwijst naar de woonplaats (heem/um) van het geslacht Loijnga.
Tot aan de gemeentelijke herindeling in 1984 maakte Loënga deel uit van de gemeente Wymbritseradeel en daarna tot 2011 lag de plaats in de gemeente Sneek.

## Klokkenstoel

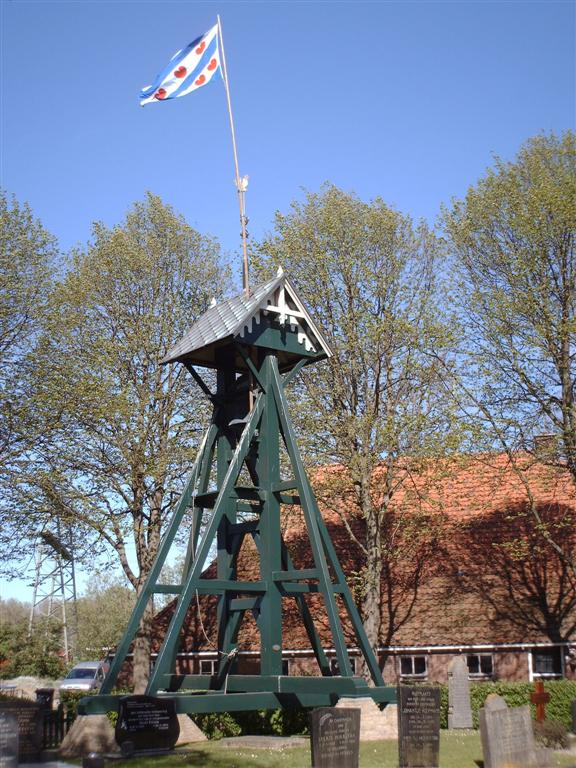
Klokkenstoel

De voormalige kerk van Loënga dateert van de vroege 14e eeuw. De kerk was gewijd Sint-Nicolaas en is halverwege de 18e eeuw afgebroken. In plaats van de kerk kwam een klokkenstoel op de begraafplaats. De oorspronkelijk klok, uit 1670 werd in de Tweede Wereldoorlog weggenomen door de Duitse bezetters. In 1950 verkreeg het een nieuwe klok.
De klokkenstoel is het enige rijksmonument van Loënga.
Steden: Bolsward · Hindeloopen · IJlst · Sneek · Stavoren · Workum

Dorpen en gehuchten: Abbega · Allingawier · Arum · Blauwhuis · Bozum · Breezanddijk · Britswerd · Burgwerd · Cornwerd · Dedgum · Deersum · Edens · Exmorra · Ferwoude · Folsgare · Gaast · Gaastmeer · Gauw · Goënga · Greonterp · Hartwerd · Heeg · Hemelum · Hennaard · Hichtum · Hidaard · Hieslum · Hommerts · Idsegahuizum · IJsbrechtum · Indijk · It Heidenskip · Itens · Jutrijp · Kimswerd · Kornwerderzand · Koudum · Kubaard · Loënga · Lollum · Longerhouw · Lutkewierum · Makkum · Molkwerum · Nijhuizum · Nijland · Offingawier · Oosterend · Oosterwierum · Oosthem · Oppenhuizen · Oudega · Parrega · Piaam · Pingjum · Poppingawier · Rauwerd · Rien · Roodhuis · Sandfirden · Scharl · Scharnegoutum · Schettens · Schraard · Sijbrandaburen · Terzool · Tirns · Tjalhuizum · Tjerkwerd · Uitwellingerga · Waaxens · Warns · Westhem · Wieuwerd · Witmarsum · Wolsum · Wommels · Wons · Woudsend · Zurich

Buurtschappen: Abbegaasterketting · Anneburen · Arkum · Atzeburen · Baarderburen · Baburen · Bernsterburen · De Bieren · De Blokken · De Hel · De Grits · De Kat · De Klieuw · De Polle · De Wieren · Dijksterburen · Doniaburen · Draaisterhuizen · Driehuizen · Eemswoude · Engwerd · Engwier · Exmorrazijl · Feyteburen · Flansum · Galamadammen · Gooium · Grauwe Kat · Grote Wiske · Grotewierum · Harkezijl · Hayum · Hemert · Hidaarderzijl · Hoekens · Hornsterburen · Idzega · Idserdaburen · Indijk (Bozum) · Jet · Jonkershuizen · Jousterp · Jouswerd · Kampen · Kleine Gaastmeer · Kleine Wiske · Kleiterp · Kooihuizen · Koufurderrige  · Kromwal · Koudehuizum · Laaxum · Laad en Zaad · Lippenwoude · Lytshuizen · Makkum (Bozum) · Meilahuizen · Montsamaburen · Nijeburen · Nijeklooster · Nijezijl · Oosthem (Witmarsum) · Osingahuizen · Piekezijl · Remswerd · Rijtseterp · Scharneburen · Schrok · Sieswerd · Sjungadijk · Smallebrugge · Sotterum · Speers  · Strand · Swaanwerd · Swarte Beien · Tsjerkebuorren · Vierhuizen · Viersprong · Vijfhuis · Vissersburen  · Het Vliet· Westerlittens · Wolsumerketting · Wonneburen · Ypecolsga

 Voormalige buurtschappen: Aaksens · Angterp · De Band · Barsum · De Bird · Bittens · Bloemkamp · Bootland · Bovenburen · Doniawier · Goëngamieden · Hiddum · Houw · Knossens · De Nes · Ottenburen · Sandfirderrijp · Slijp · Spijk · De Weeren 

Friesland: Steden en dorpen      Nederland: Provincies · Gemeenten